# José Martín de León y Mesa
José Martín de León y Mesa (Còrdova, 12 de novembre de 1788 - Madrid, 16 de febrer de 1865) fou un farmacèutic andalús, acadèmic de la Reial Acadèmia de Ciències Exactes, Físiques i Naturals.

## Biografia
Fou educat a l'Institut San Isidro de Madrid pel seu oncle Mariano Rafael de León y Gálvez, qui també era catedràtic de Farmàcia al Reial Col·legi de San Fernando. Durant la guerra del francès fou ajudant de farmàcia de l'exèrcit espanyol i el 1813 fou destinat a Alacant, on s'encarregà del laboratori químic i del magatzem de medicines. En 1814 es va llicenciar de l'exèrcit i en 1815 es doctorà en farmàcia. En 1817 aconseguí la càtedra de matèria farmacèutica del Col·legi de Farmàcia de Madrid. Després de l'arribada dels Cent Mil Fills de Sant Lluís en 1823, però, va perdre el càrrec, i durant tota la dècada ominosa va viure en situació precària.
El 1835 va recuperar la seva càtedra de mans de la reina regent, el 1844 fou nomenat vicedirector de la Facultat de Medicina i del 1846 al 1863 degà de la Facultat de Farmàcia. El 1850 fou escollit acadèmic de la Reial Acadèmia de Ciències Exactes, Físiques i Naturals, i hi ingressà el 1852 amb el discurs Sobre la aparente sencillez del organismo vegetal. El 1851 fou nomenat rector interí de la Universitat Central. En 1855 va deixar la càtedra per motius de salut i es jubilà el 1863, dos anys abans de la seva mort.